# Ceylonthelphusa alpina
Ceylonthelphusa alpina е вид ракообразно от семейство Gecarcinucidae. Видът е застрашен от изчезване.

## Разпространение
Разпространен е в Шри Ланка.